# Changchun Movie Wonderland
El Changchun Movie Wonderland (xinès simplificat: 长春影城主题公园, pinyin: Chǎngchūn Yǐngchéng Zhǔtí Gōngyuán, literalment 'Parc Temàtic del Cinema de Changchun') és un parc temàtic dedicat al cinema de la localitat de Changchun, a la República Popular de la Xina. Ocupa un espai de 540 acres.
El projecte comença el 2003 amb l'anunci d'una inversió inicial d'aproximadament 120 milions de dòlars per a la construcció del parc temàtic. El disseny està basat en el dels estudis Universal de Hollywood, cobreix una àrea d'un milió de metres quadrats i és el primer parc temàtic de la Xina dedicat a integrar cinema i turisme. La construcció es va dividir en tres etapes, i la inversió es va augmentar fins aproximadament 1.500 milions de renminbi. El parc va obrir en període de proves els mesos de setembre i octubre de 2005 a un preu de 128 renminbi per entrada. El govern local estimà rebre 1,5 milions de visitants cada any, i obtenir uns ingressos equivalents a 27,1 milions de dòlars. El 2015 s'anuncià una ampliació que ocuparia uns 7.000 acres, amb una inversió de 43.500 milions de renminbi, i la construcció de tres zones dedicades als cinemes xinés, europeu i americà.